# Santa Cruz de Marchena
Santa Cruz de Marchena est une commune de la province d'Almería, Andalousie, en Espagne.

## Géographie

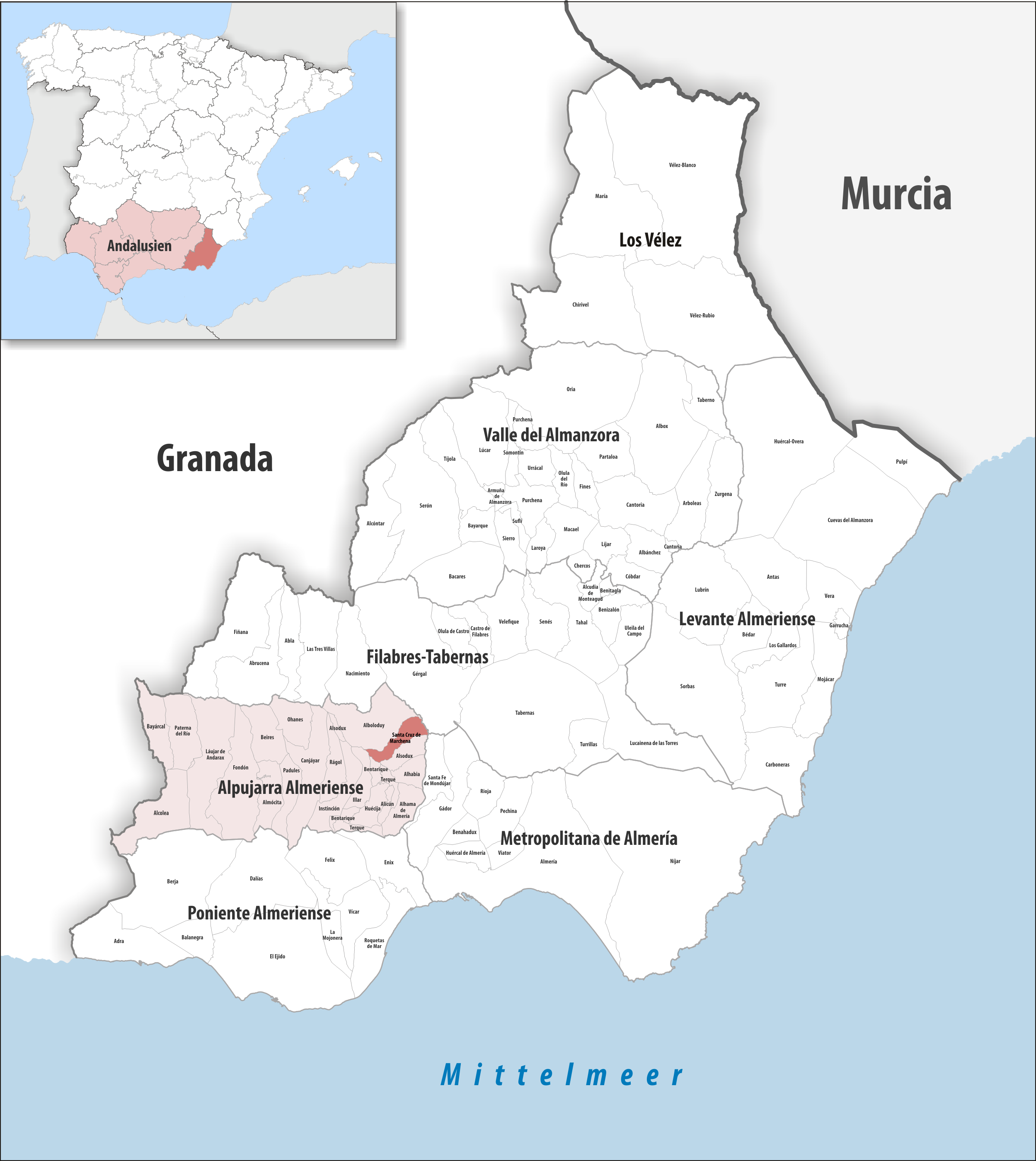
Santa Cruz de Marchena dans la comarque Alpujarra almeriense, province d'Almería / en Andalousie

### Localisation
La commune de Santa Cruz de Marchena se trouve dans le sud-sud-est de l'Espagne, dans le sud de la province d'Almería et à la pointe est de la comarque Alpujarra almeriense.
Elle se trouve vers l'extrémité est de la sierra de Gádor.
Almería est à 30 km sud-est ;
Madrid à 511 km nord ;
Malaga à 226 km ouest ;
Gibraltar à 368 km ouest-sud-ouest (distances par route).
Santa Cruz de Marchena fait partie de l'Alpujarra, petite région entre la sierra Nevada au nord et la mer Méditerranée au sud, limitée à l'ouest par la sierra de Lujar (es) et à l'est par la sierra de Gádor.

### Généralités
Plus de un tiers de la commune à l'est fait partie du site naturel classé du désert de Tabernas. À l'ouest, le Nacimiento (es), affluent de l'Andarax, traverse la commune du nord au sud – il conflue avec l'Andarax environ 3 km en aval au sud de la commune.

## Économie
Vin de pays Ribera del Andarax
Elle fait partie de la zone couverte par l'appellation « vin de pays » (es) (Vino de la Tierra) Ribera del Andarax (es),
une indication géographique réglementée en 2003. 21 communes en font partie, toutes dans la province d'Almería : 
Alboloduy, 
Alhabia, 
Alhama de Almería, 
Alicún, 
Almócita, 
Alsodux, 
Beires,
Bentarique, 
Canjáyar, 
Enix, 
Felix, 
Gérgal, 
Huécija,
Illar, 
Instinción, 
Nacimiento, 
Ohanes, 
Padules,
Rágol, 
Santa Cruz de Marchena,
Terque.